# Steinseeigel
Der Steinseeigel (Paracentrotus lividus) ist ein im Mittelmeer und östlichen Atlantik vorkommender Seeigel.

## Merkmale

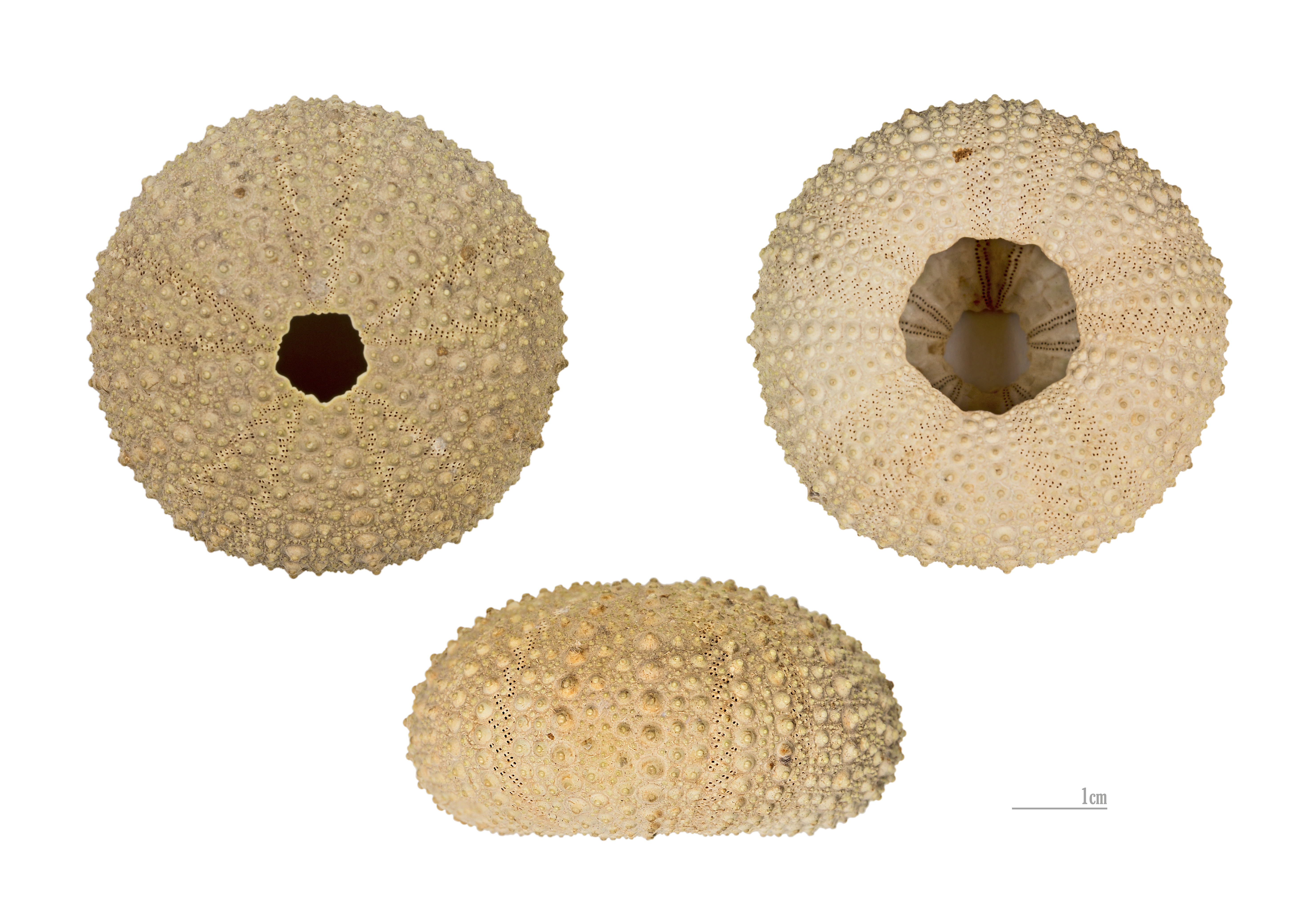
Gehäuse von Paracentrotus lividus, links oben dorsal, rechts ventral und unten laterale Seite. Gut zu sehen die jeweils 5 Porenpaare pro Ambulacralplatte

Der Steinseeigel erreicht Gehäusedurchmesser bis 7 cm. Ventral ist das Gehäuse stets, dorsal selten abgeflacht. Die zahlreichen sehr spitzen Stacheln werden bis zu 3 cm lang und sind sehr variabel gefärbt. Die Färbung reicht von dunkelviolett über bräunlich bis zu grün. Die Ambulacralplatten haben 5 Porenpaare, aus denen entsprechend viele Ambulacralfüßchen ragen, die auf der Oberseite Saugnäpfe tragen. Die Gonaden sind bei Männchen goldgelb gefärbt und bei Weibchen leuchtend rot.

## Ökologie

### Ernährung
Der Steinseeigel ist prinzipiell ein Pflanzenfresser und ernährt sich vorwiegend von Algen und Pflanzen. Als bevorzugte Nahrungsquellen werden unter anderem folgende Arten angeführt: Die Rotalge Rissoella verruculosa, die Braunalgen Cystoseira amentacea, Padina pavonica und Undaria pinnatifida. Die zu den Pflanzen zählenden Seegräser Tanggras (Cymodocea nodosa) und Neptungras (Posidonia oceanica) zählen ebenfalls zu den Hauptnahrungsquellen. Vom Neptungras werden sämtliche Pflanzenteile verzehrt: Lebende Blätter mit und ohne epiphytischem Aufwuchs, tote Blätter, Rhizome und Wurzeln. Die Zusammensetzung des Nahrungsspektrums verändert sich jedoch stark mit Alter und Größe der Tieren. Analysen des Darminhalts als auch in vitro Beobachtungen zeigten jedoch, dass der Steinseeigel ein Generalist ist, der sich auch von Schwämmen (Porifera), Hydrozoen (Hydrozoa) oder Ruderfußkrebsen (Copepoda) ernähren kann. Bei extrem hohen Populationsdichten kann auch Kannibalismus auftreten. Im Mittelmeer ernährt sich der Steinseeigel hauptsächlich in der Nacht. Im irischen Salzwassersee Lough Hyne ist der Seeigel jedoch tagaktiv, was als eine Anpassung an den Fraßdruck durch den nachtaktiven Eisseestern (Marthasterias glacialis) gedeutet wird.

### Maskierung
Mit Hilfe der Saugnäpfe auf den Ambulacralfüßchen maskiert der Steinseeigel oft seine aborale Seite mit Blättern des Neptungrases (Posidonia oceanica), Algen, leeren Muschelschalen, kleinen Steinen oder Plastikteilchen. Kleinere Individuen tarnen sich häufiger als größere. Für dieses Verhalten existieren mehrere Hypothesen. Einerseits soll die Maskierung vor Licht, ultravioletter Strahlung und Prädation schützen. Andererseits schützt die Maskierung wie ein Regenschirm die apikalen Öffnungen des Ambulacralsystems (Madreporenplatte) vor Verstopfungen durch aufgewirbelten Sand.

### Prädatoren
Zu den häufigsten Prädatoren im Mittelmeer zählen die Fische Große Geißbrasse (Diplodus sargus), Zweibindenbrasse (Diplodus vulgaris), Brauner Lippfisch (Labrus merula) und der Meerjunker (Coris julis). Die Seespinne Maja crispata und die Stumpfe Stachelschnecke (Hexaplex trunculus) zählen ebenfalls zu den häufigen Fraßfeinden. Auch der Eisseestern (Marthasterias glacialis) wird als Prädator angegeben. Dieser spielt jedoch aufgrund seiner geringen Abundanz nur eine untergeordnete Rolle im Mittelmeer. Im Atlantik stellt sich die Situation anders dar, wo Seesterne (Asteroidea) und Krebstiere (Crustacea) eine Hauptrolle spielen. Neben dem erwähnten Eisseestern werden in der Literatur auch der Taschenkrebs (Cancer pagurus), die Samtkrabbe (Necora puber), die Seespinne Maja brachydactyla und die Gemeine Strandkrabbe (Carcinus maenas) angeführt.

## Fortpflanzung
Steinseeigel sind getrennt geschlechtig, obwohl auch Hermaphroditismus beobachtet wurde. In vitro setzt die Geschlechtsreife mit einem Alter von Monaten und einem Durchmesser von 13 bis 20 mm ein. Die Laichzeit hängt stark von der Region und vom Lebensraum ab, tritt jedoch im Frühling und/oder Herbst ein. An der westirischen Küste verläuft die Laichzeit etwa von Mai bis Juli, an der Côte d’Azur jedoch von April bis Mai, sowie September bis Oktober. Während der Laichzeit versammeln sich während der Abenddämmerung 10 bis 20 Individuen auf markanten Steinen oder den Blattspitzen des Neptungrases (Posidonia oceanica) und entlassen gleichzeitig ihre Gameten. Die weitverbreitete Annahme, dass das Ablaichen in Vollmondnächten eintritt, konnte nicht beobachtet werden.

## Vorkommen
Das Verbreitungsgebiet umfasst das gesamte Mittelmeer und den nordöstlichen Atlantik von Schottland und Irland bis nach Südmarokko und die Kanarischen Inseln inklusive der Azoren. Der Steinseeigel ist besonders häufig in Regionen, in denen die Wassertemperatur im Winter zwischen 10 und 15 Grad Celsius und im Sommer zwischen 18 und 25 Grad Celsius beträgt. Dies ist etwa im westlichen Mittelmeer, an den Küsten Portugals und in der Biskaya der Fall. Die nördliche und südliche Grenze des Verbreitungsgebiets entsprechen der 8 Grad Isotherme im Winter bzw. der 28 Grad Isotherme im Sommer.

## Lebensraum

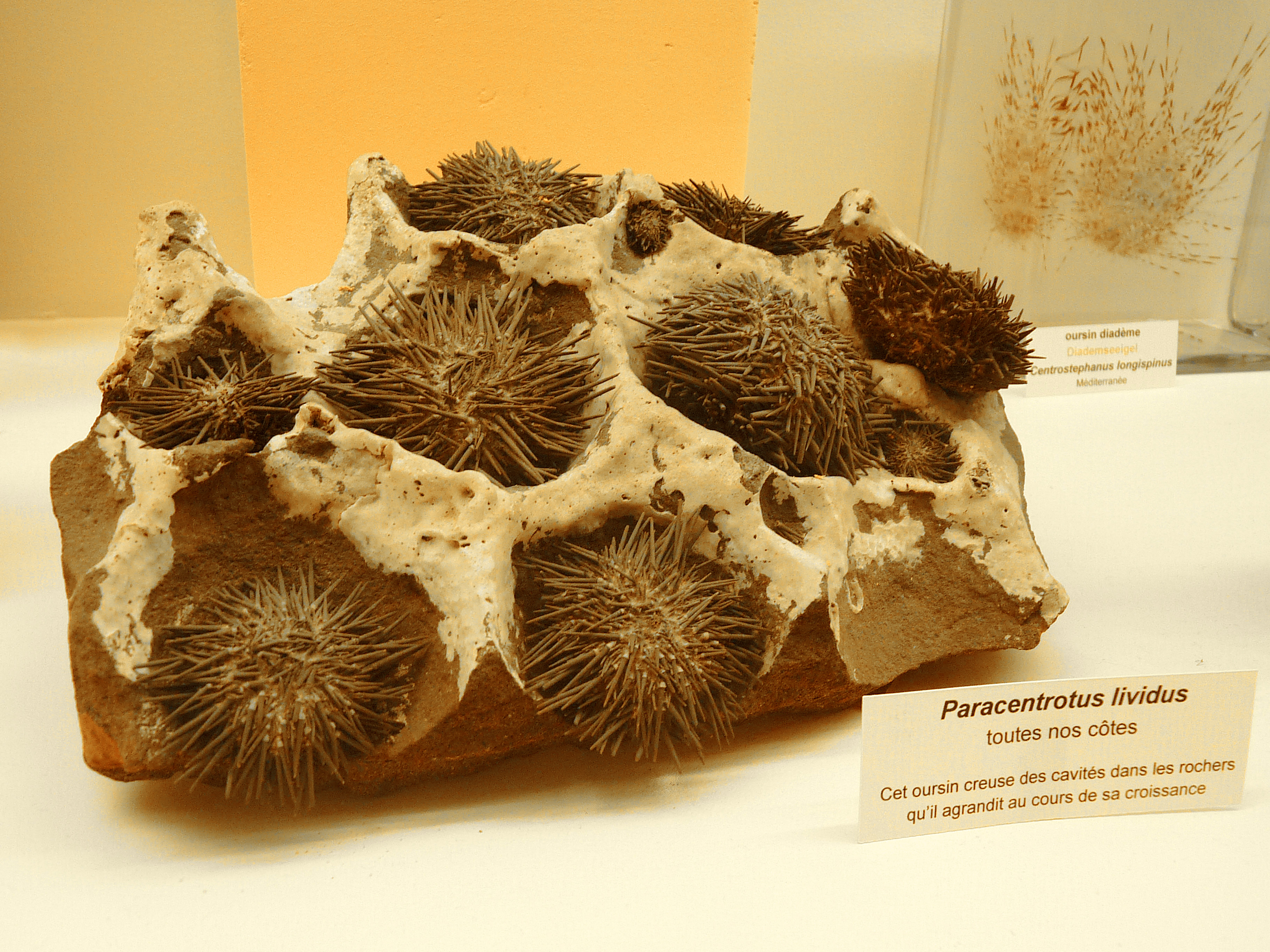
Dicht aneinander gelegene Wohnhöhlen des Steinseeigels

Der Steinseeigel ist eine typische Art des Sublitorals und kommt in Tiefen bis zu 20 Meter vor. Einzelne Individuen wurden auch in einer Tiefe von 80 Metern beobachtet. In den oberen Wasserschichten ist diese Art jedoch deutlich häufiger anzutreffen. Auch Gezeitentümpel dienen als Lebensraum. Es werden Felsböden und Seegraswiesen bestehend aus dem Neptungras (Posidonia oceanica) oder dem Gewöhnlichen Seegras (Zostera marina) besiedelt. Der Steinseeigel fehlt in Beständen des Tanggrases (Cymodocea nodosa), obwohl dies eine seiner bevorzugten Nahrungsquellen ist. Dies wird entweder auf eine höhere Prädationsrate oder auf den sandigen Boden zwischen den Trieben, der ungeeignet für die Fortbewegung ist, zurückgeführt. Generell meidet der Steinseeigel Weichböden und gruppiert sich dort auf einzelnen Felsen oder großen Schalen. Mit Hilfe seines Gebisses ist der Steinseeigel in der Lage, sich Wohnhöhlen in Substrate wie Sandstein und Kalkstein zu bohren. Diese tassenförmigen Einbuchtungen schützen den Seeigel vor Prädatoren aber auch vor dem Wegreißen durch Wellen und werden permanent oder temporär bewohnt. Manchmal liegen diese Wohnhöhlen so eng beieinander, dass das Substrat eine Wabenstruktur aufweist.

### Chemische Parameter
Die optimale Salinität liegt zwischen 15–20 und 39–40. Auf Veränderungen des Salzgehalts reagiert der Steinseeigel empfindlich. So führten außergewöhnlich starke Regenfälle (450 mm in 48 h) im Herbst 1993 über der Lagune Étang d’Urbino, Korsika, zu einem Massensterben des Steinseeigel, da die Salinität auf 7 sank. Hohe Konzentrationen von Schwermetallen werden toleriert, wobei diese, bei eingeschränktem Wachstum, akkumuliert werden. Verschmutzung durch Erdöl führt in Gezeitentümpel zu einer Mortalitätsrate von 100 %. So dauerte es nach dem Tankerunglück der Erika 3 Jahre, bis die Steinseeigelpopulation wieder ihre ursprüngliche Dichte erreichte. Organische Verschmutzung, wie sie durch die Abwässer von Städten entsteht, fördert das Wachstum des Steinseeigels. So wurden in der stark verschmutzen Rade de Brest, der Étang de Berre sowie in den Abwassereinleitungen von Rabat und Marseille hohe Populationsdichten gemessen.

## Nutzung durch den Menschen

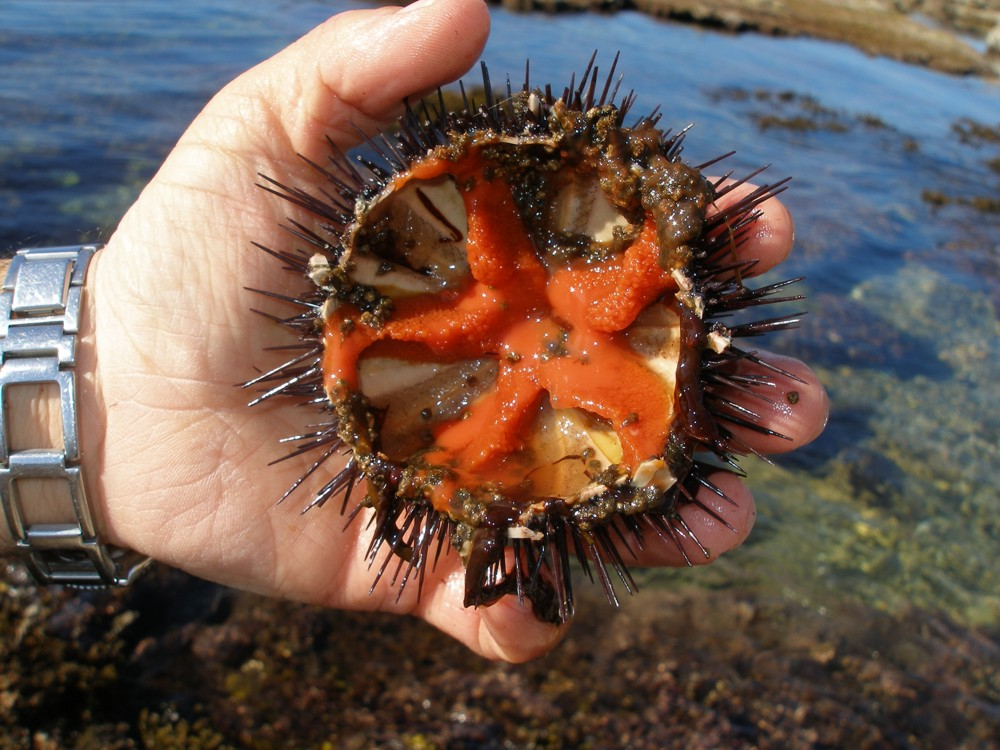
Die Gonaden des Steinseeigels gelten im Mittelmeerraum als Delikatesse

Die Gonaden des Steinseeigels gelten im Mittelmeerraum als Delikatesse und werden roh verspeist. Der Konsum entfällt hierbei vorwiegend auf Spanien und Frankreich, zu einem kleineren Teil auch auf Italien und Griechenland. Für den Export wird bzw. wurde der Steinseeigel jedoch auch in Irland, Kroatien und Portugal geerntet.